# Каранг червоний
Каранг[усталений термін?] червоний (Caranx ruber) — вид окунеподібних риб з роду Каранг родини Ставридові (Carangidae). Місцеві назви «карбонеро», «червоний валет», «синьо-смугаста кавала». Є об'єктом спортивної риболовлі.

## Опис
Звичайна довжина становить 50 см при вазі 6 кг, максимальна — 73 см при вазі 8,2 кг. Верхній профіль голови трохи опуклий. Рило загострене. Закінчення верхньої щелепи доходить до вертикалі, що проходить через передній край очей. Очі помірної величини, їх діаметр у 5,4-5,8 рази менше довжини голови. Добре розвинене жирове віко. Зуби на верхній щелепі розташовані в два ряди: у передньому — зуби збільшені, загнуті, а у внутрішньому — ворсинчасті. На нижній щелепі ворсинчасті зуби розташовані в один ряд. На верхній частині першої зябрової дуги — 10-14 зябрових тичинок, на нижній — 31-38.
Тіло подовжене, відносно високе, трохи стиснуте з боків. Тіло й груди вкриті дрібною циклоїдною лускою. Складається з 10 тулубових хребців. Бічна лінія складається з 17—104 лусочок, робить довгу низьку дугу в передній частині, а потім йде прямо до хвостового стебла. Уздовж прямої задньої частини бічної лінії проходить 23-29 кісткових щитків. По обидва боки вузького хвостового стебла проходять парні кісткові кіли. Має 2 спинних плавця. Перший складається з 8 жорстких променів, другий — 1 жорсткого і 26-30 м'яких променів. Грудні плавці подовжені, серпоподібні; їх довжина перевищує довжину голови, мають 19-21 м'яких променів. Анальний плавець складається з 1 жорсткого і 23-26 м'яких променів, перед плавцем розташовані два шипи. Передні м'які промені в спинному й анальному плавниках подовжені. Хвостовий плавець має 14 хребців, серпоподібний.
Тіло сріблястосірого кольору у верхній частині і білуватосірого кольору — у нижній. Від початку основи другого спинного плавця (іноді від початку рила) уздовж спини й до нижньої лопаті хвостового плавця проходить темна смуга золотавокоричневого або чорнуватого кольору. Часто під нею паралельно проходить яскравосиня смуга. У молоді довжиною[уточнити] на боках з'являються 6 темних вертикальних смуг та темну нижню частину хвостового плавця. Після досягнення молоддю довжини близько 6 см смуги зливаються в одну. У дорослих особин вертикальні смуги на тілі зникають. Іноді під час полювання й живлення змінюють забарвлення тіла — стають бронзовими чи чорнуватими.

## Спосіб життя
Воліє до мілини, лагун, часто над кораловими рифами на глибині до 18—20 м (максимальна відома глибина — 100 м). Активний удень. Зазвичай утворює невеликі або великі зграї, іноді зустрічаються поодинці. Часто утворює косяки поряд із баракудами, скатами та акулами. Молодь часто трапляється під таломмо саргасуму.
Є бентопелагічним хижаком. Полює на середній глибині та біля дна. У перші 2 роки зазвичай полює поблизу дна на креветок й інших безхребетних. Дорослі особини живляться переважно рибами, зрідка — дрібними черевоногими молюсками, нематодами й ракоподібними. Молодь найбільш активно полює навесні та восени, дорослі — протягом сухого й дощового сезонів. Щоденне споживання в період інтенсивного годування досягає 3–7 % ваги тіла, а в періоди зниження — до 0,5–2 %, при щорічному споживанні 1000—1500 % ваги тіла риби.
Статева зрілість самиці настає при довжині 31 см, самців — 25 см. Розмножується двічі на рік. Нереститься далеко від берега з лютого по серпень. Біля берегів Куби відзначено два піки нересту: березень — квітень і липень — серпень. Самиця відкладає від 67 000 до 231 000 яєць, а запліднення відбувається ззовні. Яйця пелагічні й мають діаметр від 0,75 мм до 0,85 мм. Мальки завдовжки 2 мм. Із квітня по жовтень мальки перебираються до Гольфстріму, де активно ростуть протягом 3 років.

## Розповсюдження
Поширений у тропічних і субтропічних водах західної частини Атлантичного океану від Нью-Джерсі (США) до Венесуели й Бразилії. Звичайний біля берегів Бермудських та Багамських островів. Найбільше скупчення становить в Мексиканській затоці та біля Антільських островів. Поодинокі знахідки відзначені біля затоки Ріо-де-Жанейро (Бразилія) та в східній частині Атлантичного океану біля островів Вознесіння і Святої Олени.

## Господарське значення
У давнину ця риба була важливим об'єктом полювання місцевих індіанців[джерело?]. Сьогодні не має промислового значення, місцеві рибалки ловлять її в незначній кількості.